# Åke Nerell
Åke Nils Johan Nerell, född 11 augusti 1885 i Alingsås, död 5 juni 1964 i Stockholm, var en svensk järnvägsdirektör. 
Nerell, som var son till av överinspektör Nils Nilsson och Hanna Andersson, avlade studentexamen 1903 och kansliexamen i Uppsala 1906. Han var anställd vid Statens Järnvägar 1906–1919, överinspektör för trafiktjänsten där 1917–1919 och verkställande direktör för Stockholm–Roslagens Järnvägar 1919–1951. Han var ordförande i Storstockholms trafikutredning 1949–1958, Svenska Järnvägsföreningen till 1958, Svenska järnvägarnas arbetsgivareförening 1941–1957, ASG-bolagen till 1959 och L.M. Ericssons Signal AB. Han var ledamot av verkställande förvaltningen för järnvägarnas godssamtrafik, styrelseledamot i Stockholm-Roslagens Järnvägar 1919–1959, ledamot av 1940 års trafik- och bränslekommissioner 1941–1947, av kyrkofullmäktige och ordförande i skolrådet i Engelbrekts församling 1933–1958.